# Dracaena paraguayensis
Dracaena paraguayensis är en ödleart som beskrevs av  Ayrton Amaral 1950. Dracaena paraguayensis ingår i släktet Dracaena och familjen tejuödlor. Inga underarter finns listade i Catalogue of Life.